# Creaționism biblic
Creaționismul biblic este un curent al creaționismului care consideră ca bază referința biblică la Creație, numită și Geneză.
Principalele referințe se găsesc în Biblie sau Sfintele Scripturi în Cartea Facerii ("Geneza"), cap. 1.1-31; cap. 2.1-25; cap. 3.14-24. Acestea prezintă concepția biblică asupra apariției Universului și omului și asupra mersului ulterior al istoriei. Trebuie subliniat faptul că aceste texte nu sunt considerate ca putând fi complet înțelese fără legarea lor de restul textelor biblice. Multe din afirmațiile de aici care par neclare sunt lămurite ulterior. (Ex.: Facerea 1.1 "La început a făcut Dumnezeu cerul și pământul" este urmat de Facerea 1.26 "Să facem om după chipul și asemănarea noastră "; trecerea de la singular la plural nu este de înțeles fără cunoștințe biblice extinse; cunoașterea unor texte ca Ioan 1.1-3, Ioan 14.16-17 și altele asemenea arată existența unui Dumnezeu în Treime, făcând logic pluralul amintit, lucru cu care bineînțeles iudaismul nu e de acord.)
În conformitate cu aceste referințe biblice, și în special cu Facerea cap. I, Creaționismul biblic susține că speciile de plante și animale au fost create ca atare dintru început de Dumnezeu și că nu poate exista nici o trecere naturală de la o specie la altă specie.

## Definiții
Creaționismul biblic, atât ideatic cât și tehnic, interpretează literal descrierea creației din Cartea Genezei și a alte dogme biblice. El este, în ultimă instanță o extensie a unei părți a hermeneuticii creștine.

## Diviziunile creaționismului biblic
Creaționismul  biblic are două sub-categorii principale:
a) creaționismul providențial
b) creaționismul deist
În afară de acestea, mai apar variații, chiar de la început, pe baza raportării diferite la referatul biblic din Facerea cap. 1, sau mai exact la durata zilelor Creației, văzute de unii ca zile de 24 de ore, de alții ca zile de o durată nedeterminată dar nu excesiv de lungă iar de alții ca "epoci" sau "ere". Aceștia din urmă tind în general să treacă în tabăra adepților creaționismului evoluționist.

## Creaționismul providențial
Acesta consideră că Dumnezeu nu doar că a creat lumea din nimic, ci și continuă permanent să vegheze asupra ei. Această purtare de grijă se numește și proniere sau providență. Ea se realizează prin menținerea Universului în existență, dar și prin intervenții directe sau indirecte ale lui Dumnezeu spre îndrumarea Universului către țelul pentru care a fost creat.
De remarcat că doctrina creării lumii din nimic (creatio ex nihilo) nu este o doctrină biblică, ea apărând abia în secolul al II-lea e.n., deși unii cercetători susțin că acesta nu e un motiv de a crede că nu este o doctrină biblică.
Principalii adepți ai Creaționismului providențial (chiar dacă nu sub acest nume, ci din punctul de vedere al ideilor exprimate anterior) sunt în special teologii și savanții ortodocși. De asemenea, un anumit număr de teologi și savanți romano-catolici, protestanți și neoprotestanți acceptă principiile acestui curent; totuși, în cadrul acestor religii, sunt mai răspândite alte curente creaționiste.
Printre savanții creaționiști ai acestui curent se află în frunte un savant din SUA convertit la ortodoxie la maturitate, Serafim Rose. Dintre savanții români un mare merit îl are Nicolae Paulescu.

## Creaționismul evoluționist
Creaționismul evoluționist (numit și evoluționism teist) pornește de la ideea creării Universului de către Dumnezeu din nimic. Dar, militând pentru o retragere a lui Dumnezeu în raport cu lumea sau pentru o proniere de un tip mai special, acest curent adaugă la Creație și evoluționismul. 
„Într-o formă sau alta, evoluționismul teist este viziunea asupra creației predată în majoritatea seminariilor protestante mainline și este poziția oficială a Bisericii Catolice.”
Printre susținătorii acestui curent se află mitropolitul ortodox Kallistos Ware.

## Creaționismul științific deist
Acest curent consideră că după ce Dumnezeu a creat Universul din nimic și l-a înzestrat cu legi "s-a retras" (sau "se odihnește"), lăsându-l (pe Univers) să funcționeze mai departe după legile pe care i le-a dat. Unii din adepții acestui curent consideră că Dumnezeu intervine totuși pentru a menține Universul în existență, alții că Dumnezeu intervine chiar și în istorie uneori, dar sub rezerva respectării legilor Universului.